# Autoportrait au chapeau blanc
Pour les articles homonymes, voir Autoportrait (homonymie).
L'Autoportrait au chapeau blanc est une huile sur toile, de 42 × 33 cm, peinte par Pierre-Auguste Renoir en 1910, conservée dans une collection particulière.

## Ses autoportraits
Renoir n’a pas cette propension à se mettre en scène et, corollairement, il s'est rarement représenté au cours de sa carrière. Ses autoportraits connus et parvenus jusqu'à nous sont au nombre de six :
- celui de 1875, conservé au Sterling and Francine Clark Art Institute, à Williamstown (Massachusetts),
- l'Autoportrait à trente-cinq ans de 1876, conservé au Fogg Art Museum, à Cambridge (Massachusetts),
- celui de 1879, conservé au Musée d'Orsay,
- celui de 1899, conservé au Sterling and Francine Clark Art Institute, à Williamstown (Massachusetts),
- celui de 1910, conservée dans une collection privée,
- le 6e portrait de l'artiste fait l'objet de cet article.

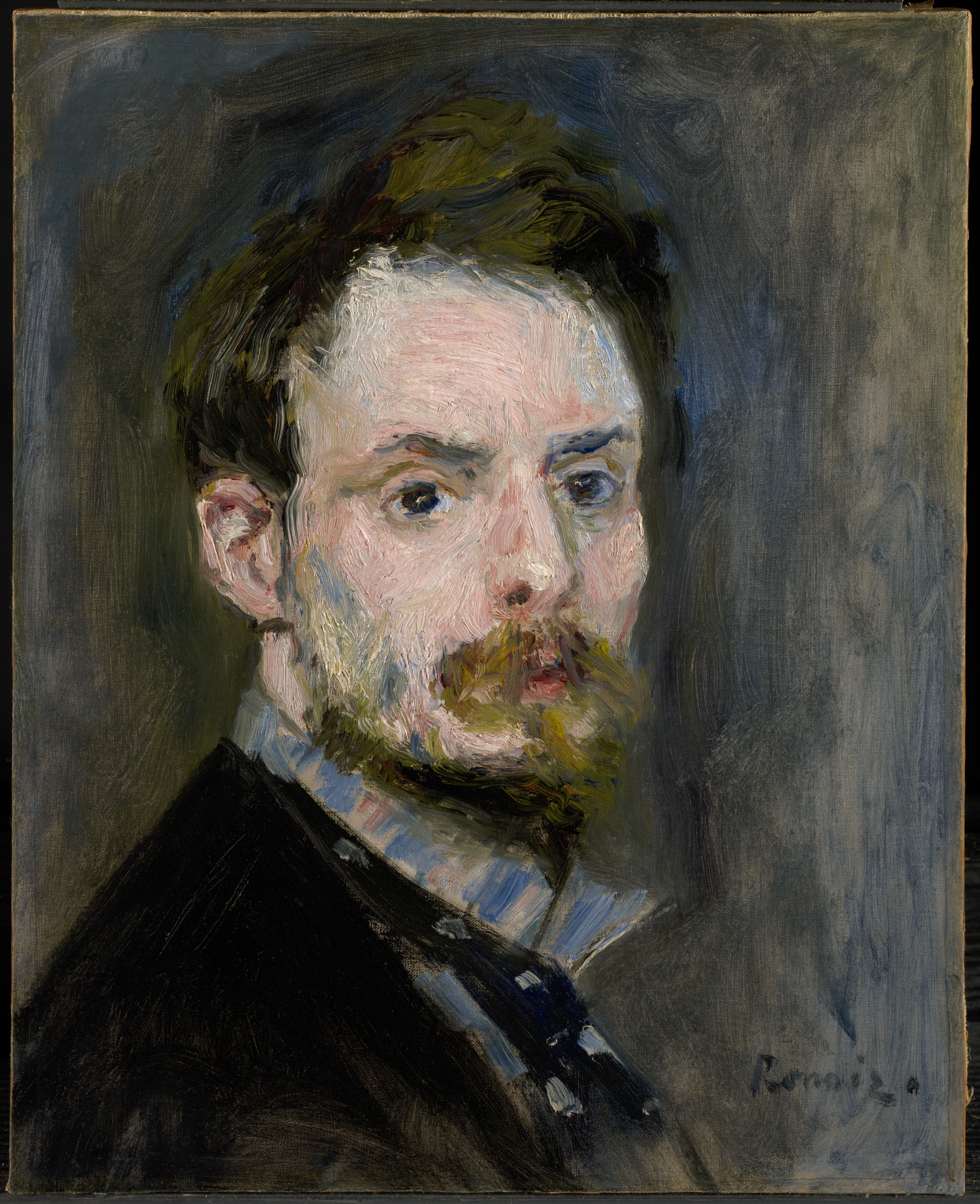
Autoportrait de 1875
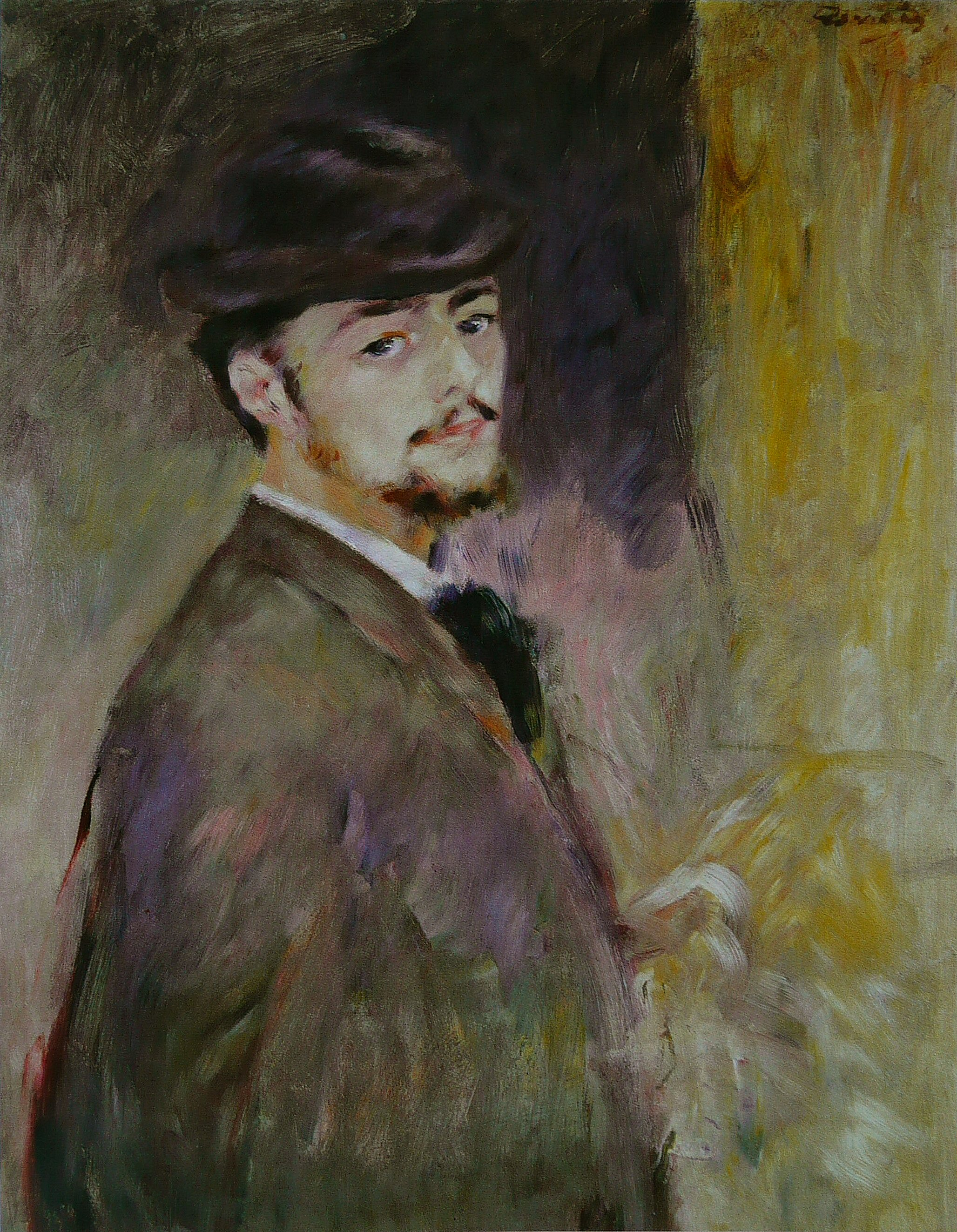
Autoportrait de 1876
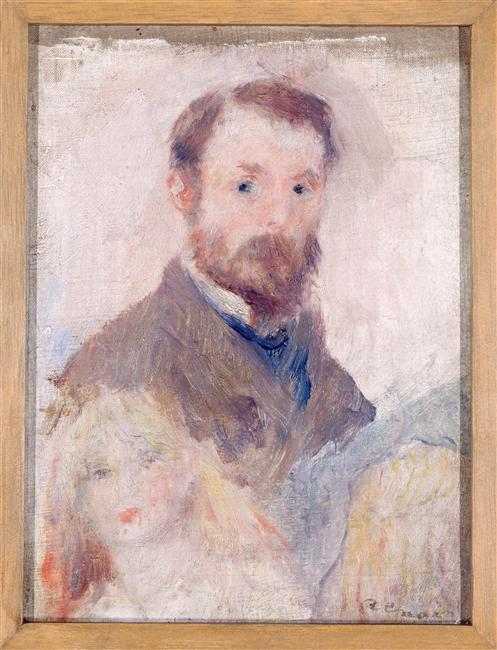
Autoportrait de 1879
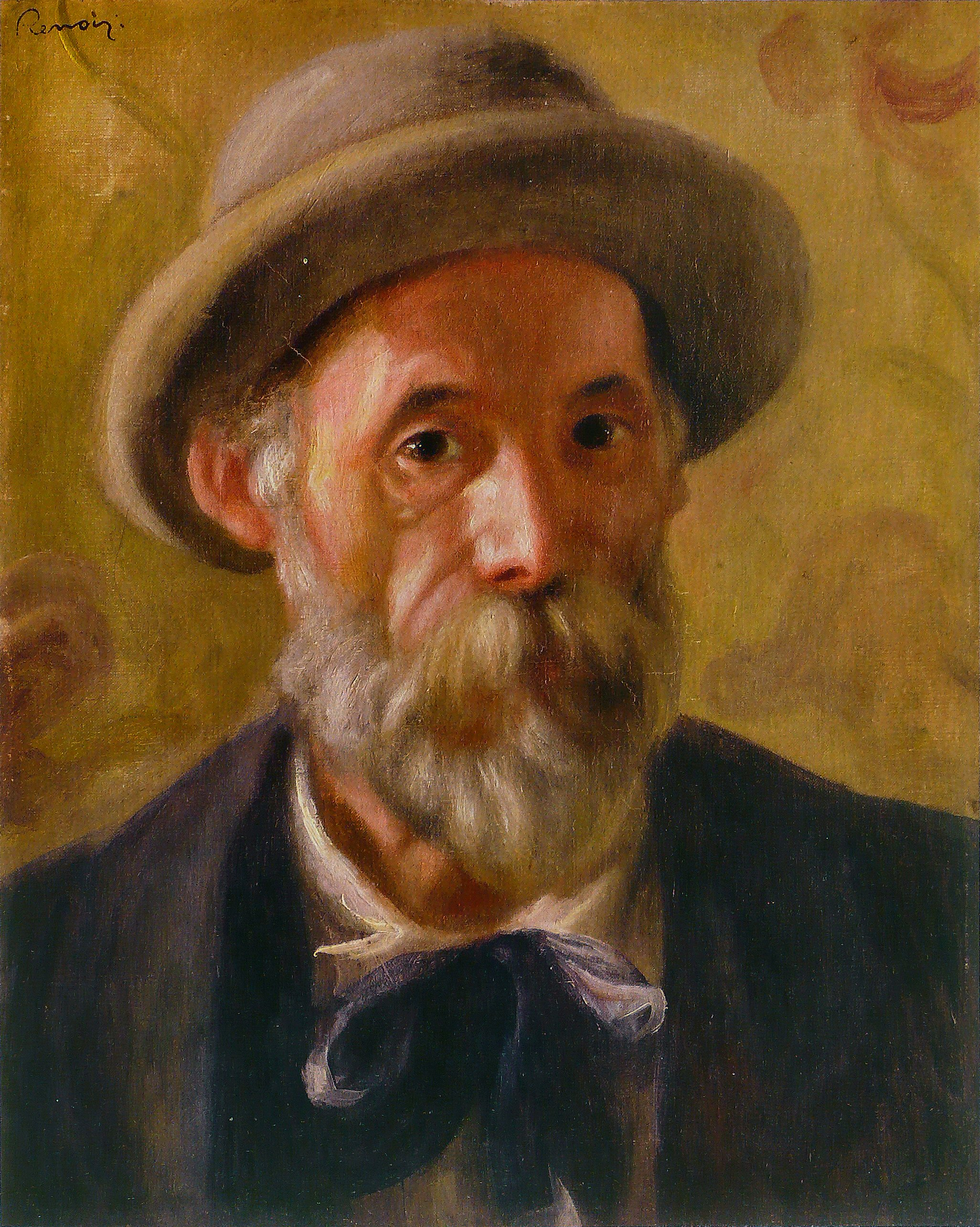
Autoportrait de 1899
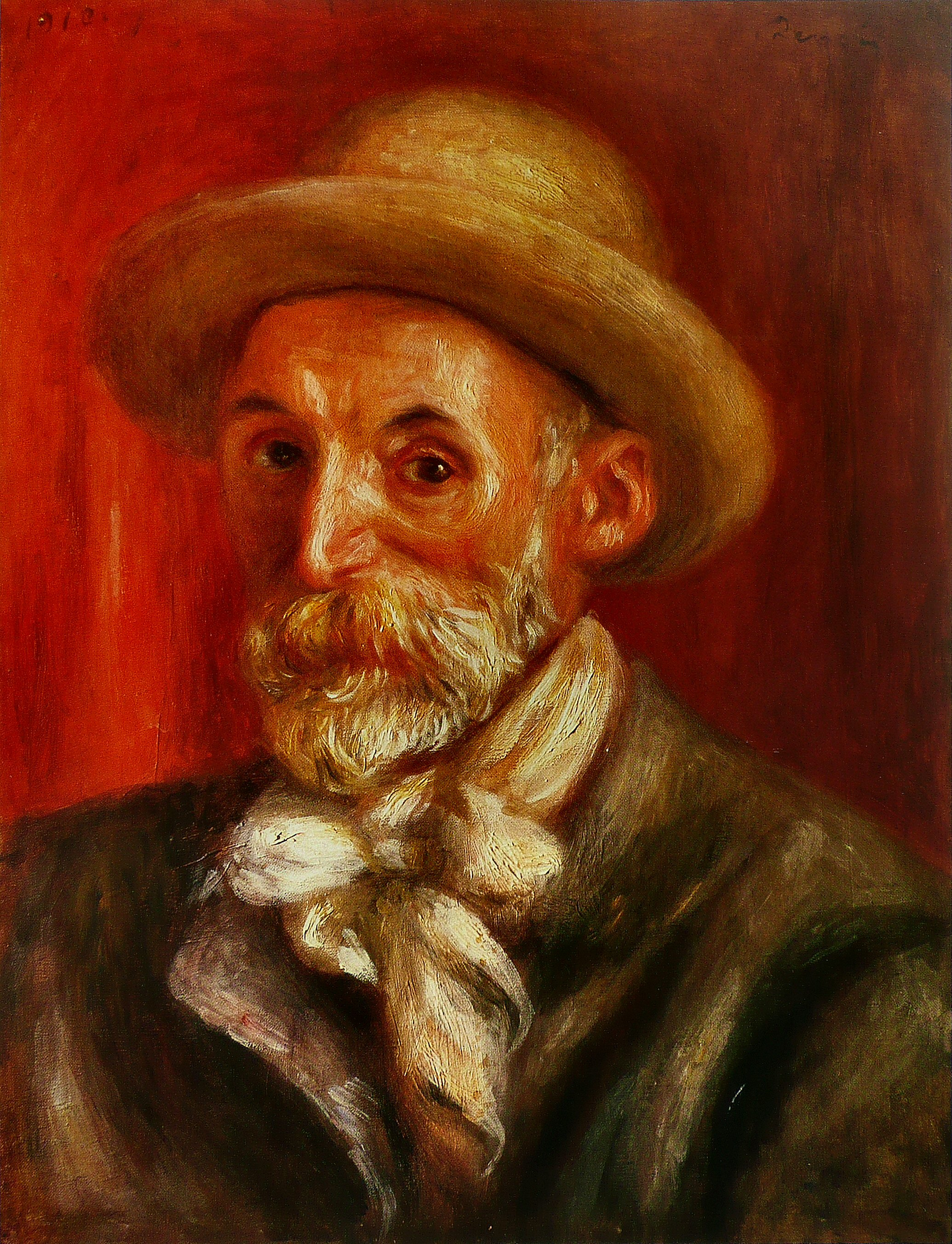
Autoportrait de 1910

## Description
En 1910, alors âgé de 69 ans, Renoir exécute son ultime autoportrait. Il se représente à mi-corps, tourné de profil vers la gauche, comme une traduction picturale d'un médaillon sculpté. Sans complaisance, il ne dissimule pas les signes de l'âge et les atteintes de la maladie et nous montre un homme vieux ; le visage aux traits marqués est creusé, la barbe broussailleuse mais le regard a conservé sa vivacité. L'élégance vestimentaire des autoportraits antérieurs, avec lavallière, chapeau ou feutre mou fait place, dans ce dernier portrait de l'artiste, à des habits plus simples, une vareuse et un modeste chapeau de jardinier en toile de coton.

## Analyse
Pour réaliser cet autoportrait, Claudia Einecke, conservateur adjoint des peintures et sculptures européennes du Musée d'art du comté de Los Angeles, indique que Renoir s'est peut-être inspiré de son buste sculpté par Aristide Maillol , ; Francesca Castellani prétend, dans son ouvrage sur l'artiste, que « le peintre s'est servi des reflets croisés de deux grands miroirs »

## Sources bibliographiques
- Renoir au XXe siècle, Paris, Réunion des musées nationaux, 2009, 439 p. (ISBN 978-2-7118-5587-2), p. 272-273. catalogue de l'exposition à Paris, Galeries Nationales (Grand Palais, Champs-Élysées), 23 septembre 2009 - 4 janvier 2010, à Los Angeles, Los Angeles County Museum of Art, 14 février - 9 mai 2010 et à Philadelphie, Philadelphia Museum of Art, 17 juin - 6 septembre 2010